# Artsvik
Artsvik Harutyunyan (Arménien: Արծվիկ Հարությունյան), née le 21 octobre 1984, plus connue sous le nom de Artsvik, est une chanteuse et compositrice arménienne. Elle représente l'Arménie au Concours Eurovision de la chanson 2017.

## Vie et carrière

### Golos
Artsvik participe en 2013 à la saison 2 de Golos, version russe de The Voice. Elle est membre de l'équipe de Pelagueïa mais est éliminée lors des Battles.

### Concours Eurovision de la chanson
Artsvik participe en 2016 à Depi Evratesil,, et est membre de l'équipe d'Essaï et devient la gagnante durant la finale le 24 décembre 2016.